# ميتسورو مياموتو
ميتسورو مياموتو (宮本充 مياموتو ميتسورو) هو ممثل ياباني ولد في 8 سبتمبر 1958 في ساكاي، أوساكا.

## أدواره في الأنمي

### مسلسلات أنمي تلفزيونية
- أنا و أخي - عادل
- ذا بيغ أو - روجر سميث
- باكانو! - مايزا أفارو
- فروتس باسكت - أيامي سوما
- برج درواغا 〜the Aegis of URUK〜 - والد جيل
- برج درواغا 〜the Sword of URUK〜 - والد جيل
- تسوباسا كرونيكل - كايل روندارت
- إير جير - سورا تاكيوتشي
- رازيفون - إيتسكي كيساراغي
- شيكاباني هيمي: أكا - أكاشا شيشيدو
- شيكاباني هيمي: كورو - أكاشا شيشيدو
- وولفز راين - هاب ليبوسكي
- هاكابا كيتارو - موراتا
- كابتن ماجد (2001) - روبرتو
- غا-راي زيرو - كيريا كونبارو
- جانسلينجر جيرل - جان
- يو يو هاكوشو - أكارينجا
- التنين الأزرق - كامل
- كاتاناغاتاري - أونيري غينكاكو
- يوغي GX - بروفسور ستاين
- كيكايشي - ساكاي
- فراكتال - بارو
- دراغون كرايسس! - جورج إيفانز
- تايغر آند باني - روتوانغ
- أمير التنس الجديد - إيتارو سايتو
- موشيشي: التتمة - ماساكي (هلوسة الزهور)
- ويك أب, جيرلز! - تورو شيراكي
- يونا فتاة الفجر - أو
- الخطايا السبع المميتة - آرمر جاينت
- جبهة حاجز الدم - ستيفن إيه ستارفيز
- جبهة حاجز الدم & BEYOND - ستيفن إيه ستارفيز
- البلدة في غيابي - غاكو ياشيرو
- المحقق كونان - تاكينو (سلاح الجريمة الغامض)
- كوتشيكامي - كييتشي ناكاغاوا
- لعبة الجوكر - آرون برايس
- بيغ أوردر - رايدو فوا
- بونغو ستراي دوغز - أوغاي موري
- فيت/أبوكريفا - كاستر الأسود
- دريفترز - موراساكي

### أفلام أنمي
- رازيفون: التنوع التعددي - إيتسكي كيساراغي
- كوتشيكامي ذا موفي - كييتشي ناكاغاوا
- كوتشيكامي ذا موفي 2: هجوم الأطباق الطائرة! عملية تورنيدو!! - كييتشي ناكاغاوا
- سينت سيا: ليجند أوف سانكتشواري - أرييس مو

## أدواره في ألعاب الفيديو
- كينغدوم هارتس II - سيمبا
- سلسلة ألعاب سوبر روبوت وورز - روجر سميث
- مغامرة جوجو الغريبة: الرياح الذهبية - ديافولو
- رانما ½: باتل رينيسانس - ريو كومون

## أدواره في الدبلجة اليابانية
- المبيد - كايل ريس
- الأسد الملك - سيمبا
- الأسد الملك II: عهد سمبا - سيمبا
- الأسد الملك 3: هاكونا ماتاتا - سيمبا
- حياة حشرة - فليك
- حكاية لعبة 2 - فليك
- سيارات - فليك
- صرخة - نائب المأمور ديوي رايلي
- سكريم 4 - المأمور ديوي رايلي
- خطاب الملك - إدوارد الثامن
- سيد الخواتم: عودة الملك - فارامير
- إسداء الخدمات - ريكي
- مولان روج - كريستيان
- القرية - نوا بيرسي
- لينكون - أبراهام لينكون
- البرق - دكتور هاريسون ويلز
- صبا - ميسون إيفانز
- سكيري موفي - دوفي

## وصلات خارجية
- ميتسورو مياموتو على موقع IMDb (الإنجليزية)
- ميتسورو مياموتو على موقع ميوزك برينز (الإنجليزية)
- ميتسورو مياموتو على موقع قاعدة بيانات الفيلم (الإنجليزية)
- ميتسورو مياموتو على موقع ANN person (الإنجليزية)

- صفحة IMDb